# Those Once Loyal
Those Once Loyal – ósmy album brytyjskiej grupy muzycznej Bolt Thrower. Wydawnictwo ukazało się 14 listopada 2005 roku nakładem wytwórni muzycznej Metal Blade Records. Płyta została zarejestrowana i zmiksowana w Sable Rose Studio w Coventry pomiędzy czerwcem a wrześniem 2005 roku. Okładkę i oprawę graficzną przygotował Jan Meininghaus.
Album spotkał się z pozytywnym przyjęciem ze strony krytyków muzycznych. James Christopher Monger na łamach serwisu AllMusic zwrócił m.in. uwagę na nawiązania do stylistyki thrash i doommetalowej. Z kolei recenzent About.com Chad Bowar przyznał wydawnictwu 4. punkty, jednakże podkreślił iż kompozycje nie stanowią novum w twórczości Bolt Thrower.

## Lista utworów
Opracowano na podstawie materiału źródłowego.
1. "At First Light" (muz. i sł. Bolt Thrower) – 4:41
2. "Entrenched" (muz. i sł. Bolt Thrower) – 3:44
3. "The Killchain" (muz. i sł. Bolt Thrower) – 4:43
4. "Granite Wall" (muz. i sł. Bolt Thrower) – 4:06
5. "Those Once Loyal" (muz. i sł. Bolt Thrower) – 4:17
6. "Anti-tank (Dead Armour)" (muz. i sł. Bolt Thrower) – 4:15
7. "Last Stand of Humanity" (muz. i sł. Bolt Thrower) – 3:13
8. "Salvo" (muz. i sł. Bolt Thrower) – 5:21
9. "When Cannons Fade" (muz. i sł. Bolt Thrower) – 5:30
10. "A Symbol of Eight" (muz. i sł. Bolt Thrower) – 4:10 (bonus)

## Twórcy
Opracowano na podstawie materiału źródłowego.
| - Karl Willetts - śpiew - Jo Bench - gitara basowa - Martin Kearns - perkusja - Baz Thomson - gitara | - Gavin Ward - gitara - Andy Faulkner - inżynieria dźwięku, produkcja muzyczna - Jan Meininghaus - okładka, oprawa graficzna |

## Wydania
Opracowano na podstawie materiału źródłowego.
| Rok  | Nr katalogowy | Nośnik | Wytwórnia muzyczna  | Region            |
| ---- | ------------- | ------ | ------------------- | ----------------- |
| 2005 | 3984-14506-0  | CD     | Metal Blade Records | Niemcy            |
| 2005 | 3984-14506-1  | LP     | Metal Blade Records | Niemcy            |
| 2005 | 3984-14506-2  | CD     | Metal Blade Records | Stany Zjednoczone |